# Oleh Lujny
Oleh Romanovych Lujny (em russo: Олег Романович Лужный; em ucraniano: Олег Романович Лужний; Leópolis, 5 de agosto de 1968) é um ex-futebolista ucraniano que atuava como lateral-direito.

## Carreira

### Dínamo de Kiev
Começou no Torpedo Luts'k, em 1985. Quatro anos depois, após ter passado também, em 1968, pelo Karpaty L'viv, de sua cidade natal, chegou ao Dínamo de Kiev, onde se consagraria nacionalmente. Lateral-direito, participou do título soviético de 1990, o último do clube (e que o faria ser o maior vencedor da competição, com um a mais do que o Spartak Moscou), e de sete conquistas seguidas no Campeonato Ucraniano. Em 1990, conquistou também uma Copa da URSS. A Copa da Ucrânia, por sua vez, venceu em 1993, 1996, 1998 e 1999.
Internacionalmente, seus maiores feitos com o Dínamo foram vitórias do clube sobre os dois gigantes espanhóis na Liga dos Campeões da UEFA no final da década de 1990. Na temporada 1997–98, o clube assombrou na primeira fase em um grupo que continha também o Newcastle e o PSV Eindhoven, derrotado em casa por 3–1. Contra os favoritos catalães, os ucranianos venceram em casa por 3–0 e o mais surpreendente: aplicaram uma goleada por 4–0 em pleno Camp Nou.
Na temporada seguinte da Liga, eliminaram os detentores do título, o Real Madrid, com uma vitória no agregado por 2–1. Foram eliminados nas semifinais pelo vice-campeão Bayern de Munique vendendo caro a derrota agregada, que foi de 4–3. Daquela equipe do Dínamo, alguns jogadores seriam contratados por grandes clubes europeus: o mais célebre, Andriy Shevchenko, desembarcaria no Milan na temporada posterior, seguido pelo georgiano Kakhaber Kaladze um ano depois; Serhiy Rebrov iria em 2000 para o Tottenham. Lujny já estava em Londres um ano antes, como jogador do rival Arsenal.

### Transferência frustrada para o Benfica
Na temporada 1999–00, Luzhny chegou a ser apresentado no intervalo de uma partida entre Benfica e Académica como reforço do clube encarnado. O internacional ucraniano foi inclusivamente fotografado com a camisola do Benfica e treinou na Luz. No entanto, a transferência não se consumou e Luzhny voltou à Ucrânia, uma vez que o presidente do Benfica à época, João Vale e Azevedo, não assegurou as devidas garantias bancárias exigidas pelo Dínamo de Kiev.

### Arsenal e Wolverhampton
Os Gunners contrataram-no após terem-no visto atuar pelo Dínamo contra eles próprias na mesma Liga dos Campeões em que o clube derrotou o Real Madrid; contra os ingleses, os ucranianos venceram por 3–1 em casa e empataram em 1–1 fora. Tornou-se o primeiro ucraniano no clube.
Embora nunca tenha se firmado como titular, ficou lembrado pela torcida por sua grande atuação na final da Copa da Inglaterra de 2003, em que o time ganhou o título batendo o Southampton por 1–0, no que foi sua despedida no clube. Fora também seu segundo título no torneio: na temporada anterior, o time conquistou ainda o Campeonato Inglês, invicto e batendo um recorde de invencibilidade de mais de um século.
Na temporada 2003–04, Luzhny defendeu as cores do Wolverhampton, pouco participando da campanha que resultou no rebaixamento dos Wolves.

## Aposentadoria
Encerraria a carreira em 2005, como técnico e jogador do time letão do Venta. Posteriormente, passou a integrar a comissão técnica do Dínamo de Kiev, chegando a assumir o cargo interinamente.

## Seleções Nacionais
Estreou pela União Soviética em 1989, ano em que chegara ao Dínamo. Perderia a Copa do Mundo de 1990 devido a uma lesão. Pela Ucrânia independente, jogaria 52 vezes, 39 delas como capitão, entre 1992 e 2003. O país, entretanto, não se classificou para nenhum torneio no período, caindo na reta final nas disputas para as Copas do Mundo de 1998 e 2002 na repescagem (contra Croácia e Alemanha, respectivamente) e eliminado também nas Eliminatórias para a Eurocopa 2000 com um ponto de diferença em relação aos classificados franceses.
Foi nomeado para o hipotético time do século da Seleção Ucraniana, sendo o quarto mais bem votado jogador, atrás de Oleg Blokhin, Anatoliy Demyanenko e Andriy Shevchenko.

## Títulos
Arsenal
- Supercopa da Inglaterra: 1999 e 2002
- Premier League: 2001–02
- Copa da Inglaterra: 2002–03